# فرجينيا الذهبية
جولدن فيرجينيا هي علامة تجارية للتبغ المخصص لللف باليد يتم تصنيعه في نوتنغهام، إنجلترا من قبل شركة إمبريال براندز ويتم بيعه في جميع أنحاء أوروبا. وهو مزيج من أنواع التبغ الفيرجينيا والبرلي والشرقي المقطعة بشكل ناعم. ظهرت جولدن فيرجينيا لأول مرة في المملكة المتحدة في عام 1877، وهي تُباع حاليًا في أكياس بوزن 30 جرامًا و 50 جرامًا. تحتوي الأكياس على سحاب للإغلاق للحفاظ على نضارة التبغ بالإضافة إلى شريط لاصق وعلبة من ورق لف السجائر ريزلا مع كيس بوزن 30 جرامًا، وعلبتين مع كيس بوزن 50 جرامًا.
وفقًا لموقع إمبريال براندز على الإنترنت، فإن جولدن فيرجينيا هي العلامة التجارية الأولى للتبغ المخصص لللف باليد في المملكة المتحدة. يتم بيعها في أكثر من 35 سوقًا، بشكل أساسي في أوروبا الغربية، مع كون أسواقها الرئيسية هي بلجيكا والمملكة المتحدة وإسبانيا وإيرلندا ولوكسمبورغ.

## اطلاق المزيج

### المزيج السلس
في 2 مارس 2009، أطلقت امبيريال توباكو مزيجها الجديد جولدن فيرجينيا سموث في سوق لفائف السجائر الخاصة بك. تم بيعه في الأصل في عبوات 8 جرام و 10 جرام و 12.5 جرام و 25 جرام و 50 جرام مع علامة تجارية وتغليف مميزين باللون الأصفر اللامع كانا مختلفان بشكل ملحوظ مع العبوة وتصميم العلامة التجارية الأصلية المصممة باللونين الأخضر والذهبي. سرعان ما بدأ في التفوق على العلامة التجارية الأصلية الأم بسبب نقطة السعر المتوسطة الأرخص ومجموعة الأوزان الأصغر المتاحة. في عام 2012، تم إطلاق"الحزمة اليدوية"وهو عبارة عن علبة سجائر بالحجم العادي تحتوي على عبوة صغيرة من التبغ تزن 8 جرام، وعلبة ورقية من ريزلا تحتوي على 40 ورقة، و 24 فلترًا للسجائر معروضة في أربعة أنابيب من 6 فلاتر.
منذ 20 مايو 2017، بعد صدور توجيه منتجات التبغ في الاتحاد الأوروبي الذي يحظر بيع الأوزان المنخفضة من التبغ الملفوف باليد (على سبيل المثال 8 جرام و 12.5 جرام و 25 جرام)، يتم بيعه الآن فقط في عبوات 30 جرام و 50 جرام، مع عبوة الحزمة اليدوية أكبر قليلاً تزن 30 جرام تم إطلاقها في عام 2018.
وبالمثل، في 1 يوليو 2017، حظر توجيه آخر استخدام العلامات التجارية والأوصاف والألوان الجذابة للتغليف. كما تم حظر استخدام الكلمات الوصفية لوصف"قوة"منتجات التبغ، مثل"الناعم"و"الخفيف"و"المنثول (مادة من زيت النعناع)". هذا يعني أن امبيريال توباكو اضطرت إلى البدء في التخلص التدريجي من الكلمات الوصفية على جميع منتجات التبغ الخاصة بها. في حالة جولدن فيرجينيا، أصبح"الناعم"هو"الاصفر"، وبعد تطبيق التغليف العادي، تم تغيير الاسم مرة أخرى إلى
"G V Bright Yellow".
اعتبارًا من أبريل 2019، عاد اسم العلامة التجارية إلى"Golden Virginia Yellow"، وهو الاسم الذي تم استخدامه قبل إدخال التغليف العادي.

### شروق الشمس الساطع / منتصف الليل
في 3 يوليو 2015، أطلقت جولدن فيرجينيا اثنين من الخلطات الجديدة إلى المجموعة. بعد مراجعة أسماء العلامات التجارية التي شهدت تحول"Golden Virginia Original"إلى"G V Original"و"Golden Virginia Yellow"إلى
"G V Bright Yellow"، اتبعت المنتجات الجديدة اتفاقية التسمية هذه وتم تسميتها"G V Bright Sunrise"
و"G V Bright Midnight".
كانت متوفرة مبدئيًا في 10 جرام و 12.5 جرام و 25 جرام و 50 جرام حتى 20 مايو 2017، عندما تم تقييد بيع جميع أنواع التبغ الملفوف يدويًا على الأكياس 30 جرام و 50 جرام فقط وفقًا لتوجيه منتجات التبغ في الاتحاد الأوروبي.
اعتبارًا من مايو 2019، تم إيقاف كل من Golden Virginia Bright Sunrise و Bright Midnight.